# 牛仔街

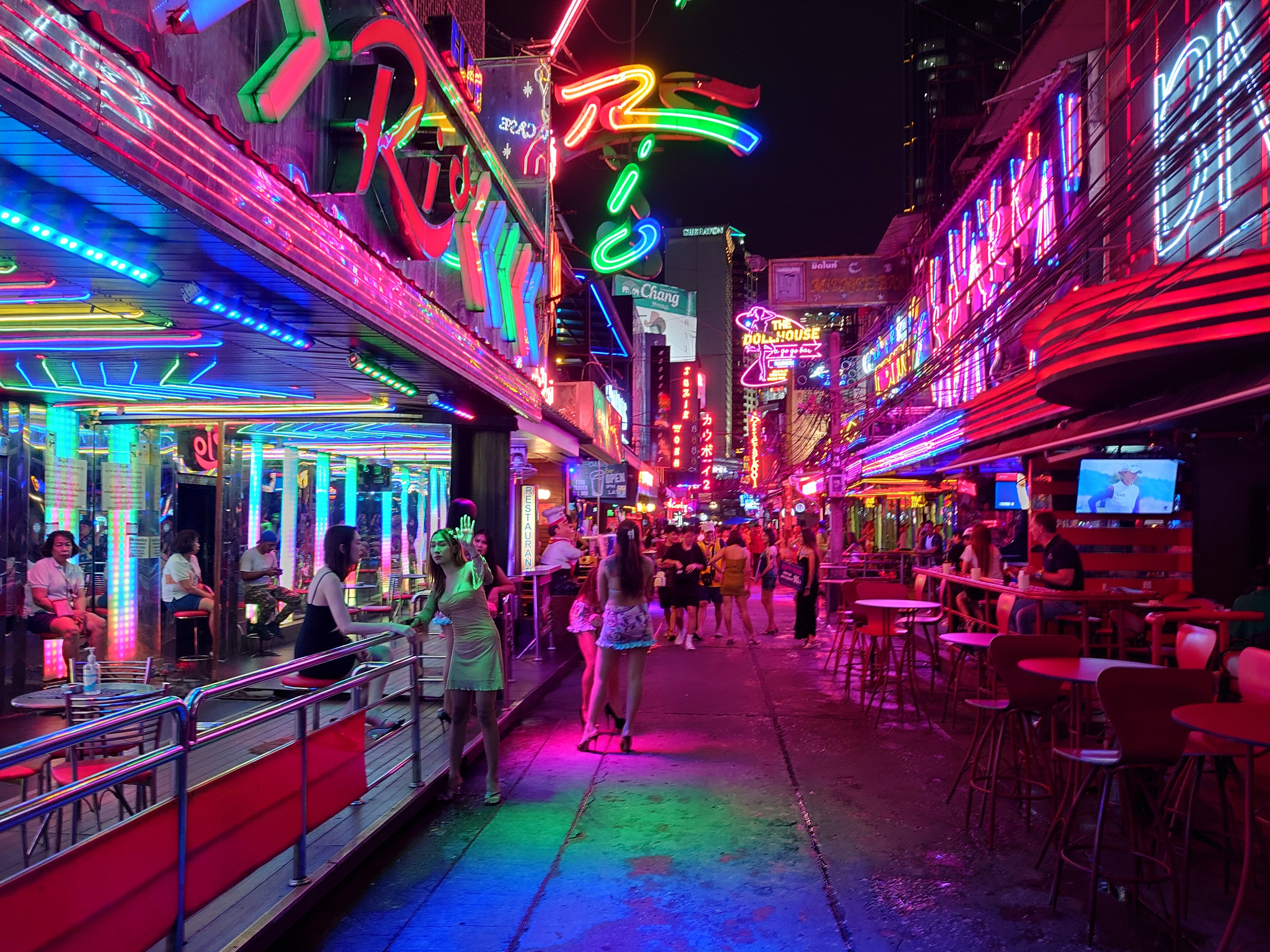
夜裡的牛仔街

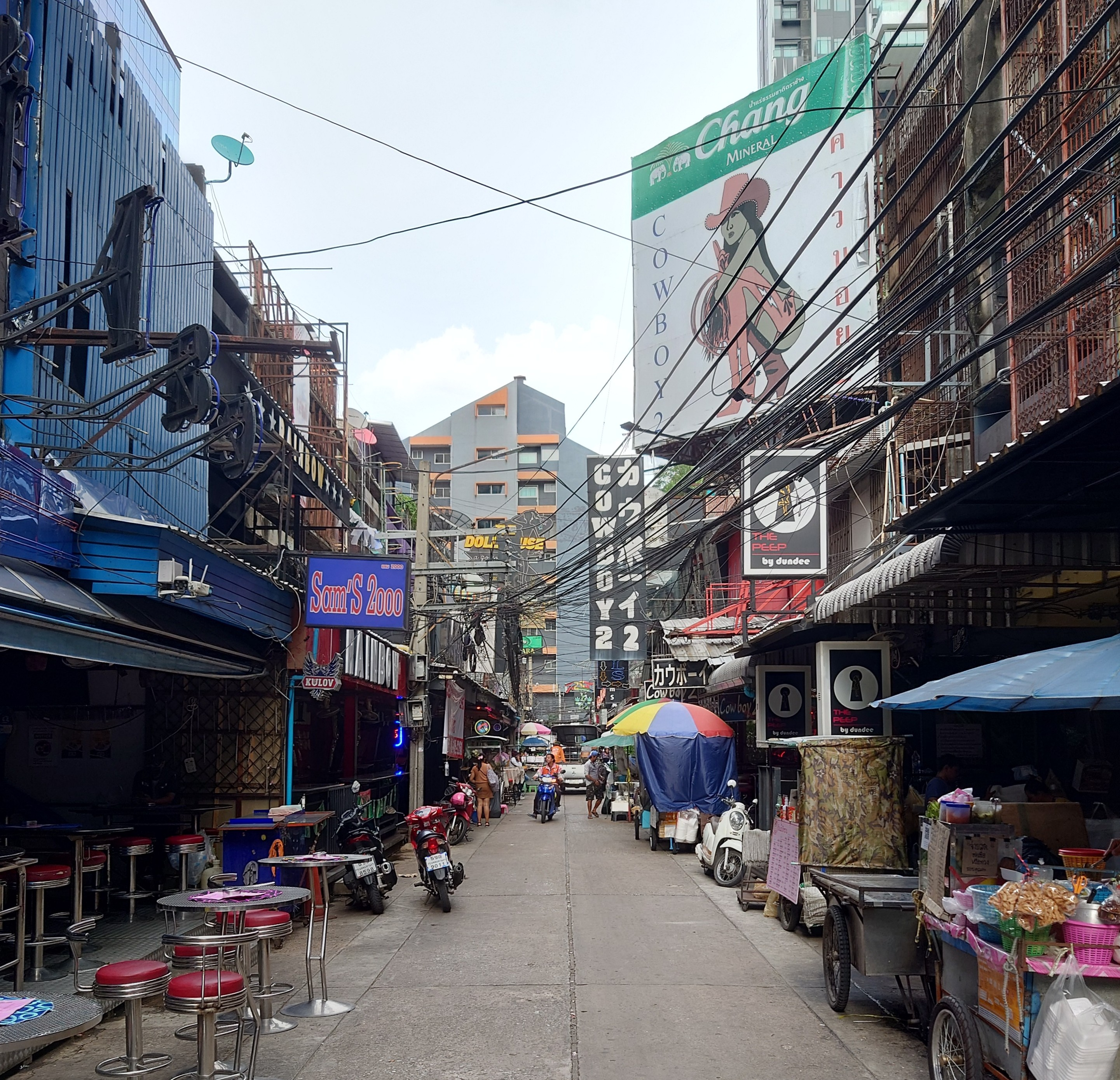
白天时的牛仔街

牛仔街，位於泰國首都曼谷的宛他那县，為著名的紅燈區，一條短街上有超過40間酒吧，跟它類似的紅燈區有那那廣場及拍蓬街，主要吸引觀光遊客及嫖客。
它位於素坤逸路，介乎「素坤逸21街」（阿速街，別稱「小東京」）及「素坤逸23街」，與曼谷集體運輸系統的「素坤逸線」的「阿速站」及曼谷地鐵藍線的「素坤逸站」皆徒步可達。
與泰國其它阿哥哥酒吧一樣，擺滿酒精飲料及穿著比基尼的妓女在舞臺上跳舞蹈。非法的無上裝，甚至全裸跳，偶爾會在一些酒吧出現。嫖客若支付「出鐘錢」給酒吧及給妓女服務費，就能在酒店房間提供性服務。本地通常光顧這裡的酒吧，這裡工作的妓女多數來自泰國東北部的貧苦農村。
這裡亦有許多餐館，包括也許是曼谷最著名的炸魚及炸薯條。 
這地帶地以一位退休的非裔美籍飛行員Cowboy Edwards的名字命名，因為他是在1977年第一個在這裡開設酒吧的人，他總是愛戴著牛仔帽。传闻中有一項牛仔街的夜生活為大象遊行，商人向觀光遊客兜售大象的糧食，但实际上近些年几乎没有发生过。
當他信在2001年當選泰國總理時，他的政府制定「社會秩序運動」，所有酒吧及夜總會均需要在凌晨2時前關閉，後來更提早至凌晨1時。
曼谷舉辦在2004年的「國際艾滋病大會」，一顆豆子雕刻展示了牛仔街作為文化計劃之一。

## 鄰近景點
- Terminal 21
- 千禧素坤逸大酒店（Grand Millennium Sukhumvit）
- 喜來登蘇坤大酒店（Sheraton Grande Sukhumvit）

## 外部連結
- 牛仔街的位置圖
- 牛仔街的照片冊

13°44′12.5″N 100°33′45″E / 13.736806°N 100.56250°E